# Joan Carbó i Rovira
Joan Carbó i Rovira (Castelló de la Plana, 1823 — Castelló de la Plana, 1880) va ser un pintor valencià

## Biografia
Deixeble de Joaquim Oliet i Cruella, va viatjar a Roma on va estudiar l'obra de Rafael i d'altres pintors italians; també va contactar amb els Natzarens, que l'influenciaren per derivar la seva pintura a la temàtica religiosa. Després de residí durant 10 anys a Itàlia, va tornar a Castelló de la Plana on inicià una gran producció d'obres de caràcter religiós amb la qual aconseguí un cert prestigi.